# Sprakel
Sprakel (plattdeutsch Spraokel) ist der nördlichste und mit 3.653 Einwohnern (Stand Dezember 2023) zugleich auf die Einwohnerzahl bezogen auch der kleinste Stadtteil von Münster in Westfalen. Er gehört zum Stadtbezirk Nord, liegt rund neun Kilometer vom Stadtzentrum Münsters entfernt und ist ein typischer Wohnvorort. Insgesamt ist dieser Stadtteil sehr landwirtschaftlich geprägt, was auch die große Fläche von 22,41 km² erklärt.

## Geschichte
Erstmals urkundlich erwähnt wird die Bauerschaft Sprakel als „Spraclo“ oder „Sprakonlo“ in einer kirchlichen Urkunde aus dem Jahr 1032. Der Name bezeichnet dichtes Unterholz und verweist auf die damals üppig bewaldete Landschaft.
Bis 1974 zur Gemeinde Sankt Mauritz gehörig, wurde Sprakel erst im Zuge der Gebietsreform am 1. Januar 1975 in die Stadt Münster eingegliedert.

## Statistik
Strukturdaten der Bevölkerung in Sprakel am 31. Dezember 2020:
- Bevölkerungsanteil der unter 20-Jährigen: 23,8 % (Münsteraner Durchschnitt: 17,4 %)[3]
- Bevölkerungsanteil der mindestens 60-Jährigen: 25,2 % (Münsteraner Durchschnitt 23,5 %)[4]
- Ausländeranteil: 6,3 % (Münsteraner Durchschnitt: 10,9 %)[5]

## Kultur

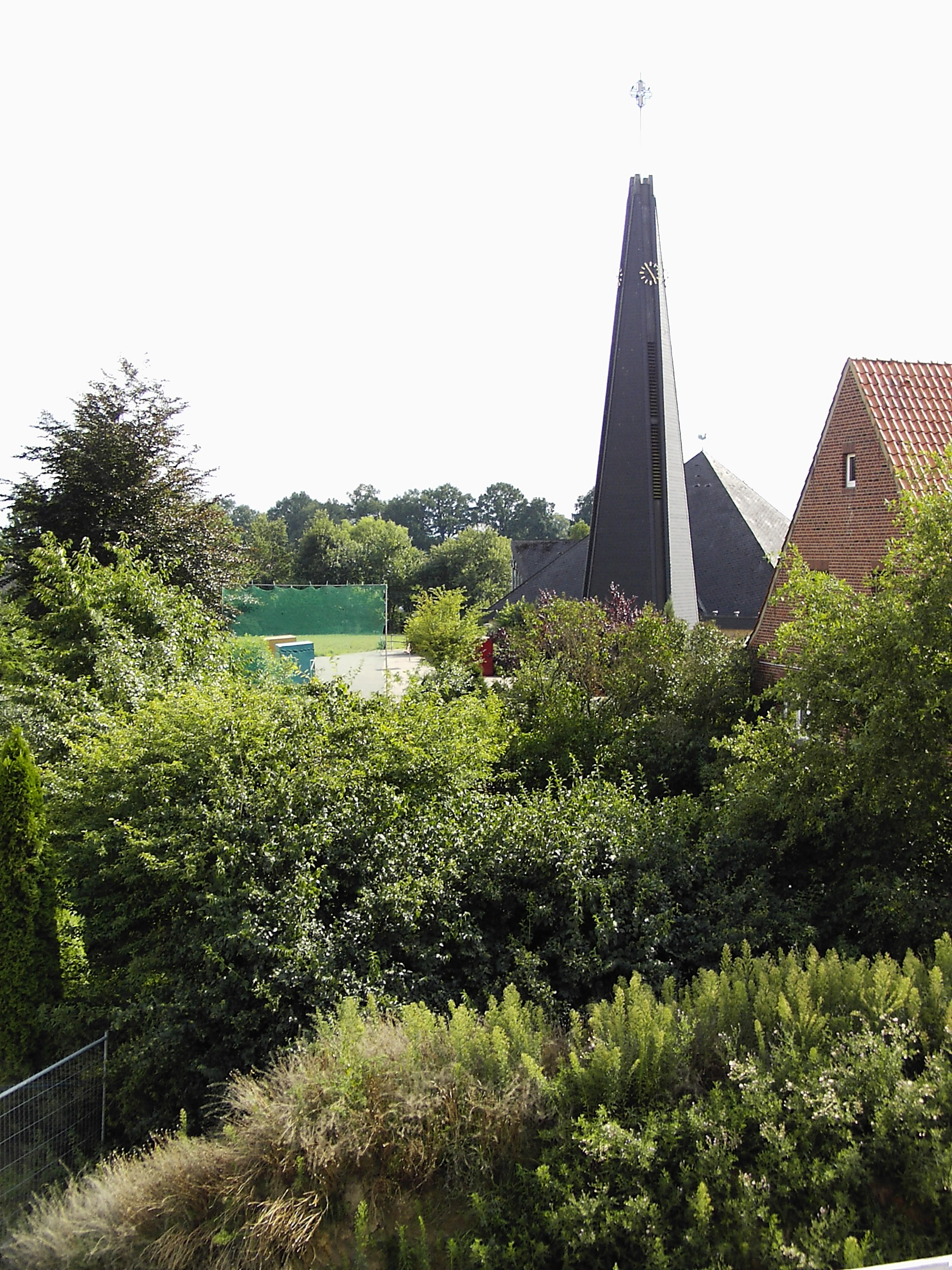
Blick auf den Kirchturm in Richtung Süden

Das gesellschaftliche Leben in Sprakel wird von Vereinen geprägt. Als wichtigster Verein ist der Sportverein SC Sprakel 1930 mit über 700 Mitgliedern zu nennen.
Einmal jährlich findet der traditionelle Karnevalsumzug – als erster der vier münsterschen Umzüge – statt, organisiert von der Karnevals-Interessen-Gemeinschaft KIG Sprakel-Sandrup-Coerde.
Die nahgelegenen Rieselfelder mit der „Biologischen Station Rieselfelder Münster“ wurden zum Europareservat für Wat- und Wasservögel ernannt. Zudem befindet sich südlich des Stadtteils in der Bauerschaft Sandrup der Sandruper See. Damit ist die Landschaft um Sprakel für Vogelkundler und Naturliebhaber ein attraktives Ausflugsziel geworden.

## Wirtschaft
Landwirtschaft und Forstbaumschulen haben die wirtschaftliche Entwicklung Sprakels schwerpunktmäßig geprägt. Von größter Bedeutung war dabei der Bau der Bahnstrecke Münster–Rheine: 1888 erhielt der Ort eine Haltestelle, 1908 eine Güterhalle. Mit der Einrichtung dieser Haltestelle erfuhr Sprakel einen wirtschaftlichen Aufschwung, der für die Menschen auch eine Existenz außerhalb der Landwirtschaft möglich machte.
Neben den landwirtschaftlichen Höfen gab es nun auch zunehmend Arbeiterhäuser und von 1960 bis zum Ende der 1970er Jahre nahm die Bebauung vor allem westlich der Sprakeler Straße stetig zu. So entstand hier ein kleines Ortsteilzentrum, wo sich neben einer Grundschule und einem Kindergarten auch das Zentrum der Pfarrgemeinde St. Marien ansiedelte.
Im Juli 2002 wurde nach fast 40-jähriger Planung die Umgehungsstraße für die Bundesstraße 219 fertiggestellt. Damit wurde der Ortskern Sprakels vom Verkehrsaufkommen erheblich entlastet und der Wohnwert deutlich gesteigert.

## Verkehr

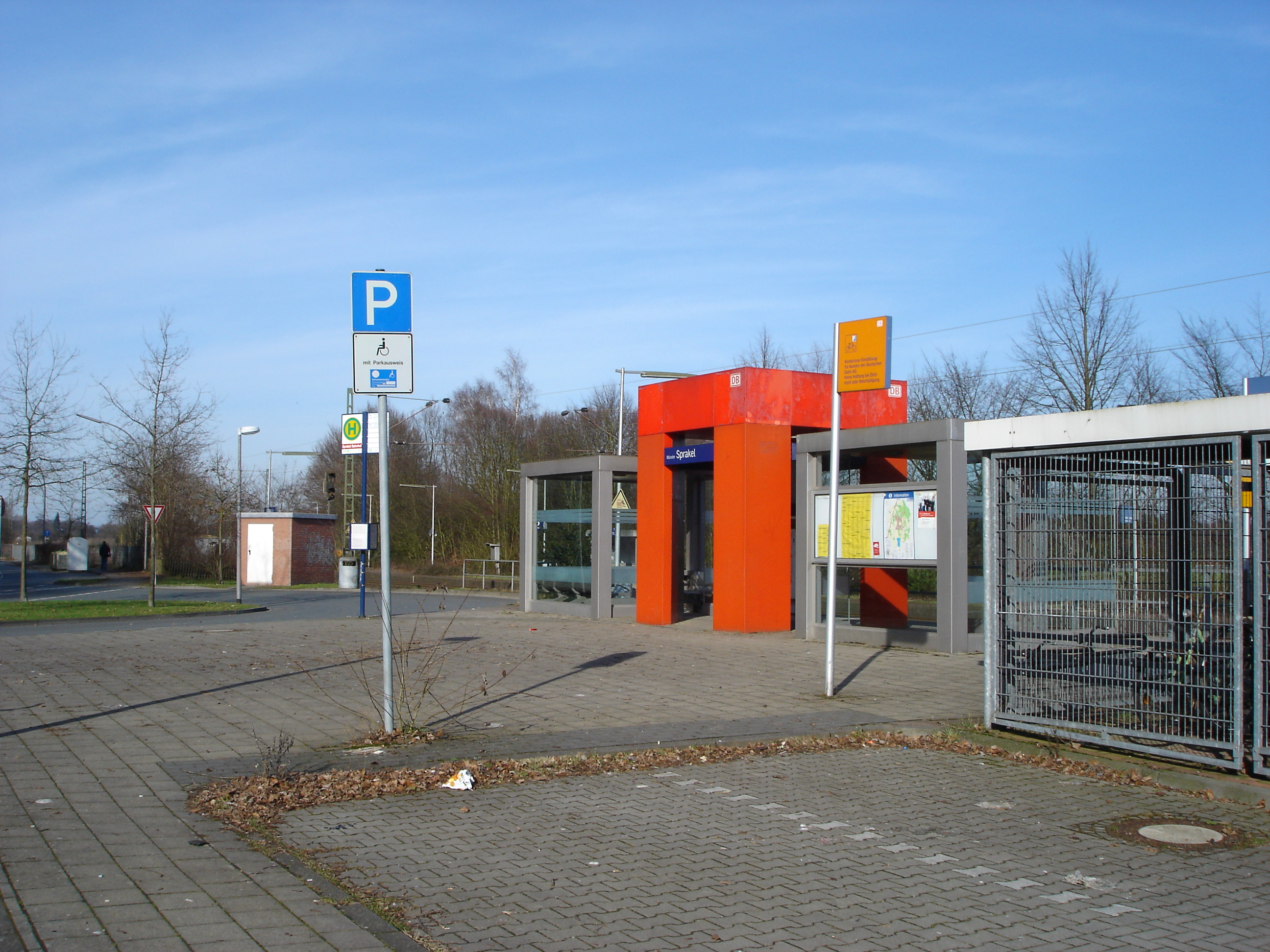
Der ehemalige Bahnhof und heutige Bahnhaltepunkt Münster-Sprakel

Sprakel lag bis 2016 an der Bundesstraße 219. Bis 2002 führte die Bundesstraße direkt durch den Ort, bis die neue Umgehungsstraße am 12. Juli 2002 für den Verkehr freigegeben wurde. Auf einer neuen 2,6 km langen und 12,2 Mio. Euro teuren Trasse wurde die Ortsdurchfahrt sowie der Bahnübergang über die Bahnstrecke Münster–Rheine eingespart. 2016 wurde die Bundesstraße in diesem Abschnitt zur L 587 herabgestuft.
Das Stadtzentrum von Münster lässt sich in etwa 20 Minuten mit dem Pkw erreichen. Die Nachbarstadt Greven ist mit dem Pkw in ca. 10 Minuten zu erreichen. In unmittelbarer Nähe von Sprakel verläuft die Autobahn 1, für die jedoch in Sprakel keine Anschlussstelle existiert.
In Sprakel besteht ferner ein Haltepunkt an der Bahnstrecke Münster–Rheine für Regionalbahnen zwischen Rheine und dem Hauptbahnhof Münster.
| Linie | Verlauf | Takt                   |
| ----- | --- | ---------------------- |
| RB 65 | Ems-Bahn: Rheine – Rheine-Mesum – Emsdetten – Reckenfeld – Greven – Münster-Sprakel – Münster Zentrum Nord – Münster (Westf) Hbf Stand: Fahrplanwechsel Dezember 2021 | 60 min 25/35 min (HVZ) |

Auch die Busse der Stadtwerke Münster und vom Regionalverkehr Münsterland verkehren hier. Die Buslinie 19 verbindet Sprakel mit Kinderhaus und Coerde.